# Villa de Diomedes

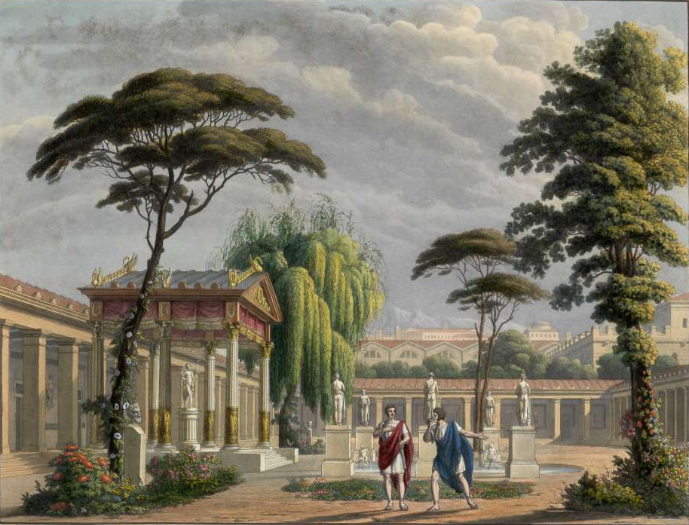
Acuarela de 1827 con una representación idealizada de la Villa de Diomedes.

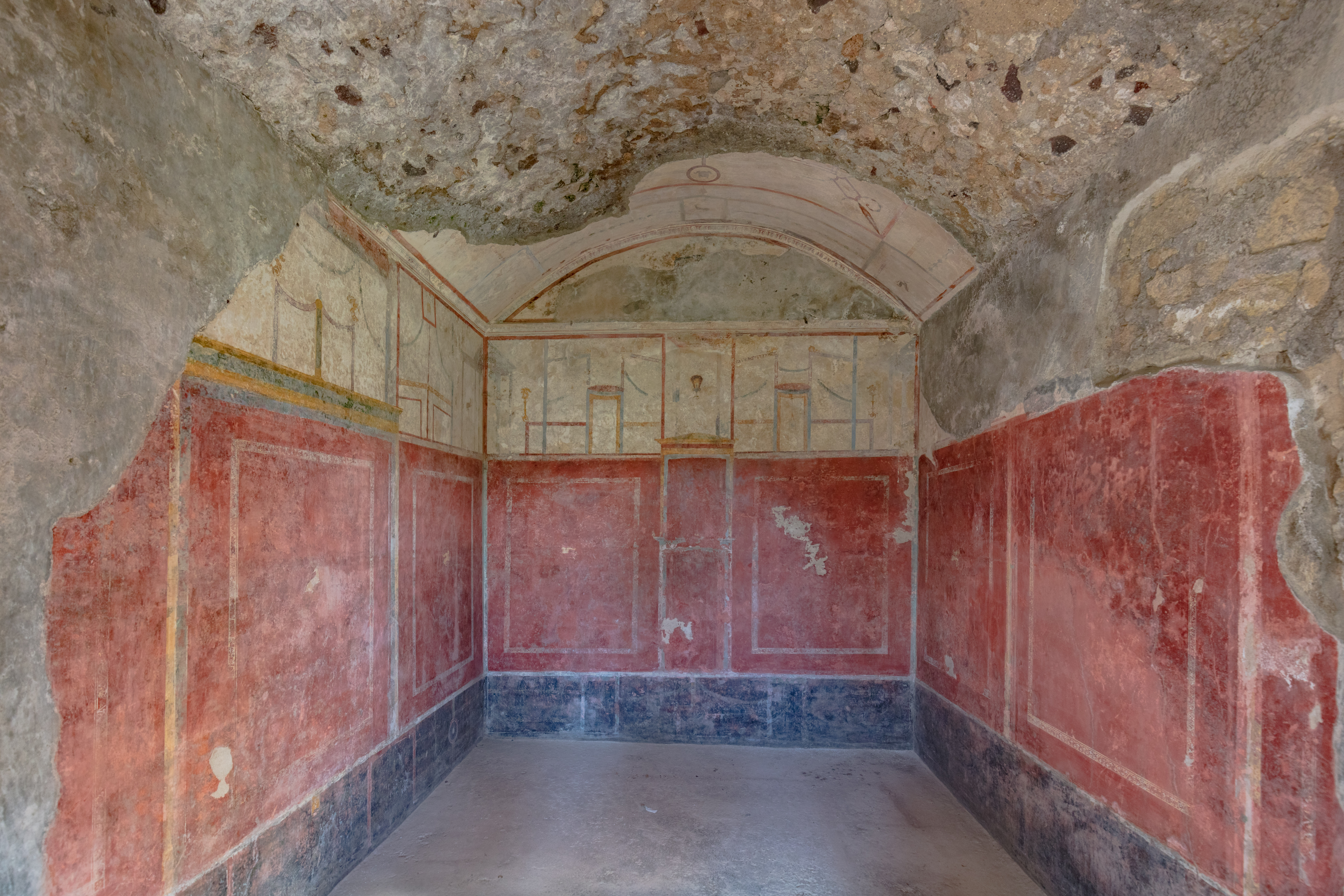
Frescos en la villa de Diomedes.

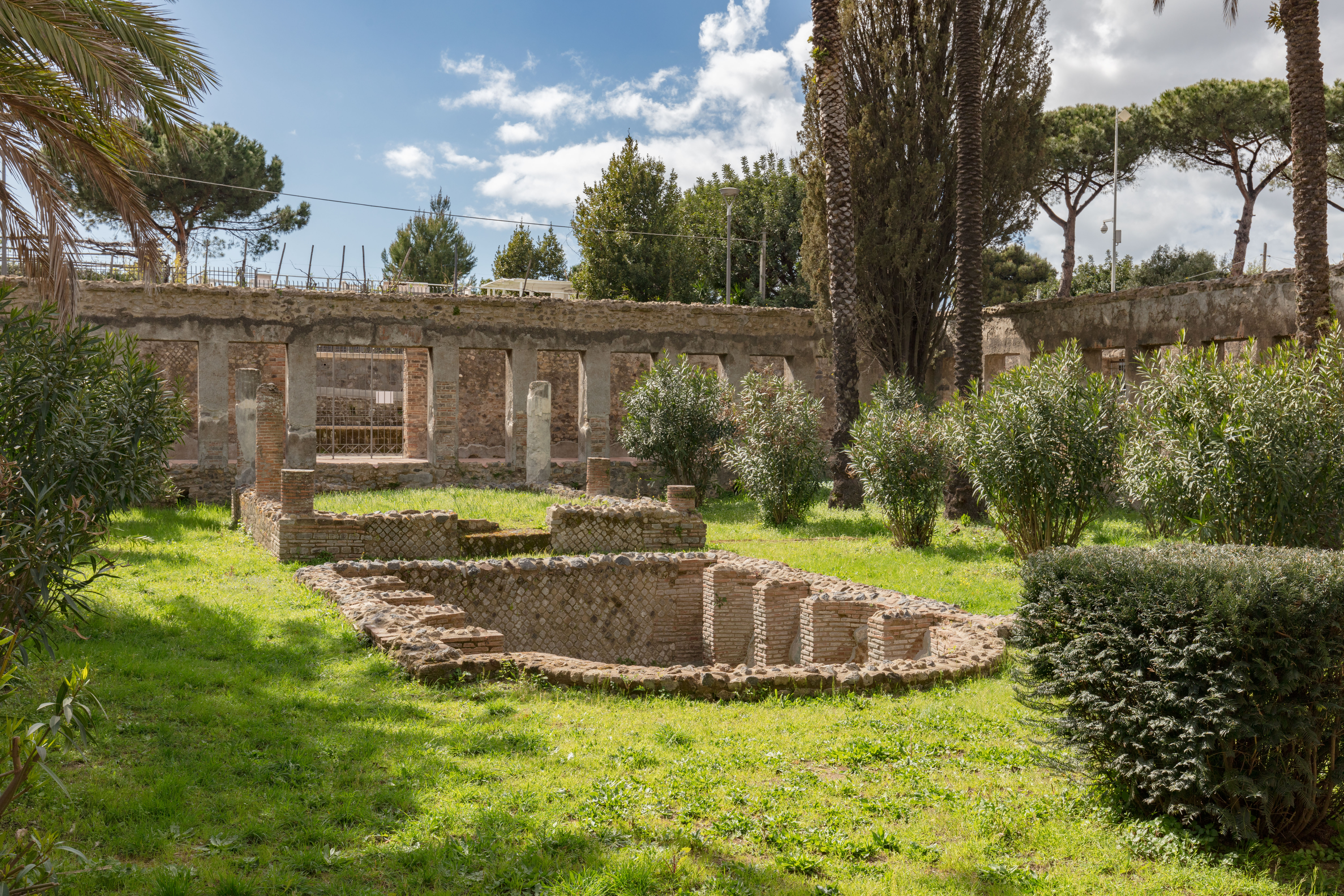
Vista del jardín.

La Villa de Diomedes es una villa situada en Pompeya, Italia. Se encuentra fuera de las murallas de la ciudad, después de la Puerta de Herculano en la Vía de los Sepulcros. Fue excavada de 1771 a 1774 por Francesco La Vega y lleva el nombre de Marco Arrio Diomedes, cuya tumba se encuentra frente a la entrada de la villa, aunque no está claro que en realidad fuera la suya.
La villa tiene dos niveles. En la parte delantera, justo dentro de la entrada, hay un peristilo. Hay baños y un ala de cocina y varios espacios de estar. Una escalera subía desde la planta baja. Aquí hay un gran peristilo con diecisiete columnas a ambos lados. En medio de este gran jardín hay un triclinio de verano con un estanque de agua enfrente. La villa estaba decorada con murales sencillos del cuarto estilo, que están en un pobre estado de conservación.
Se encontraron treinta y seis cuerpos en la villa. Un esqueleto tenía una bolsa de tela que contenía monedas valoradas en 1356 sestercios (diez monedas de oro, 88 monedas de plata y nueve de bronce). Es uno de los hallazgos de dinero más ricos de la ciudad. Este hombre portaba una llave y llevaba un anillo de oro. Encontrado junto a otro esqueleto junto a la puerta de acceso a la zona de servicio, pudo haber sido el dueño de la casa. En el sótano había otros dieciocho esqueletos de mujeres, sirvientes y niños que probablemente fueron asfixiados aquí por los gases volcánicos. En el sótano se encontraron también muchas ánforas de vino.

## En la cultura popular
Una de las primeras zonas excavadas de la ciudad, la amplia villa fue una meta fundamental de los visitantes del siglo XIX. La novela Arria Marcela de Théophile Gautier (1852) y el poema Euphorion de Ferdinand Gregorovius se ambientaron en la villa. La arquitectura de la Maison pompéienne del Príncipe Napoleón en París fue también inspirada por ella.